# Teodor Svetoslav
Teodor Svetoslav (în bulgară Теодор Светослав), (n. 1270 – d. 1322) a fost un țar al Bulgariei în perioada 1300–1322, după domnia lui Ceaka Nogai. Data nașterii sale este necunoscută, probabil undeva în anii 1270.
A fost tatăl lui George Terter al II-lea. Teodor  a fost un conducător înțelept și capabil, care a adus stabilitate și prosperitate în Imperiul Bulgar după două decenii de intervenție constantă a mongolilor în problemele interne ale Imperiului. Domnia lui Teodor Svetoslav a început cu alipirea sudului Basarabiei (Bugeacul) la Bulgaria și câțiva ani mai târziu a reușit să învingă bizantinii și a cucerit de la aceștia cea mai mare din nordul Traciei ocupat de bizantini în timpul crizei bulgare. După 1307 a condus o politică pașnică față de toți vecinii, ceea ce a dus la dezvoltarea comerțului și a economiei.
În afară de aceste succese externe și economice, Teodor Svetoslav s-a ocupat de separatiștii din rândul nobilimii, inclusiv de unchiul său. El i-a persecutat pe trădători, pe cei care a crezut că sunt responsabili pentru interferența mongolă și chiar Patriarhul Ioachim al III-lea, a fost executat.

## Biografie
În timpul secolului al XIII-lea, imperiile bizantine și bulgare au început să-și piardă din putere și de multe ori s-au aliat între ele pentru a-și îndepărta vrăjmașii puternici, precum Hoarda de Aur și turcii. În 1301, însă, noul împărat bulgar, agresivul Teodor Svetoslav a avut mai multe confruntări sângeroase cu bizantinii. El l-a învins pentru prima dată pe fostul împărat Mihai Asan al II-lea, care a încercat fără succes să avanseze în Bulgaria cu o armată bizantină în cca. 1302. Ca urmare a succesului său, Teodor s-a simțit suficient de sigur pentru a începe o ofensivă până în 1303 și a cucerit mai multe cetăți în nord-estul Traciei, inclusiv Mesembria (Nesebăr), Ankhialos (Pomorie), Sozopolis (Sozopol) și Agathopolis ( Ahtopol) în anul următor.  Contra-atacul bizantin a eșuat la bătălia de pe râul Skafida, lângă Sozopolis, unde co-împăratul Mihail al IX-lea Paleologul l-a pus pe fugă.  Cu toate acestea, războiul a continuat, Mihail al IX-lea și Teodor Svetoslav cucerind de multe ori pământurile celuilalt. În 1305, unchiul lui Teodor, Aldimir pare să fi încheiat un fel de acord cu bizantinii, iar Teodor Svetoslav i-a anexat țările. În 1306, Svetoslav a câștigat serviciile alanilor rebeli, care au lucrat anterior ca mercenari pentru bizantini, stabilindu-i în Bulgaria, și a încercat  fără succes să angajeze mercenarii Companiei catalane, care se revoltaseră împotriva angajatorilor lor bizantini. Războiul s-a încheiat cu un tratat de pace în 1307, cimentat cu o căsătorie între văduvul Teodor Svetoslav și Teodora Palaiologina, fiica lui Mihail al IX-lea Paleologul.
George Terter al II-lea a devenit conducătorul bulgar după ce tatăl său, Teodor Svetoslav, a murit în 1322 și s-a implicat activ în războiul civil din Imperiul Bizantin, unde tronul era contestat de Andronikos II Palaiologos și nepotul său Andronikos III Palaiologos.

## Moștenire
Vârful Terter de pe insula Greenwich din Insulele Shetland de Sud, Antarctica (aflat la 62°32′18″S 59°43′03″V / 62.53833°S 59.71750°V) este numit după țarul Terter Teodor Svetoslav al Bulgariei.
Sigiliul lui Teodor Svetoslav este înfățișat pe reversul bancnotei cu 2 leva, emisă în 1999 și 2005.

## Legături externe
- Lista detaliată a monarhilor bulgari Arhivat în 16 octombrie 2015, la Wayback Machine.